# Жан Батіст Луї Роме де Ліль
Жан Батіст Луї Роме де Ліль (фр. Jean-Baptiste Romé de Lisle, 1736–1790) — французький мінералог і метролог.
Один із засновників кристалографії. Як самостійна дисципліна кристалографія була викладена ним у 1772 році в творі «Досвід кристалографії». Пізніше Роме де Ліль, переробивши і розширивши цей твір, опублікував його в 1783 році під назвою «Кристалографія, або опис форм, притаманних усім тілам мінерального царства».

## Праці
- «Lettre à Bertrand sur les polypes d'eau douce» (Париж, 1766)
- «Essai de cristallographie» (1772)
- «Description méthodique d'une collection de mineraux» (1773)
- «Action du feu céntral bannie de la surface de la terre et le soleil rétabli dans ses droits» (1779)
- «Cristallographie» (4 ч., з рис. Та табл., 1783)
- «Des caractères extérieures des minéraux» (1785)
- «Métrologie, ou Tables pour servir à l'intelligence des poids et mesures des anciens» (1789)